# Liste der Bodendenkmäler in Uehlfeld
Auf dieser Seite sind die Bodendenkmäler in dem mittelfränkischen Markt Uehlfeld zusammengestellt. Diese Tabelle ist eine Teilliste der Liste der Bodendenkmäler in Bayern. Grundlage ist die Bayerische Denkmalliste, die auf Basis des Bayerischen Denkmalschutzgesetzes vom 1. Oktober 1973 erstmals erstellt wurde und seither durch das Bayerische Landesamt für Denkmalpflege geführt wird. Die folgenden Angaben ersetzen nicht die rechtsverbindliche Auskunft der Denkmalschutzbehörde.

## Bodendenkmäler in Uehlfeld

### Gemarkung Demantsfürth
| Lage                    | Objekt                                                           | Akten-Nr.     | Bild |
| ----------------------- | ---------------------------------------------------------------- | ------------- | ---- |
| Demantsfürth (Standort) | Freilandstation des Mesolithikums und Siedlung des Mittelalters. | D-5-6330-0083 |      |

### Gemarkung Peppenhöchstädt
| Lage                       | Objekt                                                                                        | Akten-Nr.     | Bild |
| -------------------------- | --------------------------------------------------------------------------------------------- | ------------- | ---- |
| Peppenhöchstädt (Standort) | Mittelalterliche und frühneuzeitliche Befunde im Bereich des Herrschaftssitzes von Gottesgab. | D-5-6330-0167 |      |

### Gemarkung Schornweisach
| Lage                     | Objekt | Akten-Nr.     | Bild |
| ------------------------ | --- | ------------- | ---- |
| Schornweisach (Standort) | Bestattungsplatz vorgeschichtlicher Zeitstellung mit Grabhügel.                                                                  | D-5-6329-0062 |      |
| Schornweisach (Standort) | Grabhügel vorgeschichtlicher Zeitstellung.                                                                                       | D-5-6329-0063 |      |
| Schornweisach (Standort) | Grabhügel vorgeschichtlicher Zeitstellung.                                                                                       | D-5-6329-0064 |      |
| Schornweisach (Standort) | Siedlung vor- und frühgeschichtlicher Zeitstellung.                                                                              | D-5-6329-0066 |      |
| Schornweisach (Standort) | Mittelalterliche und frühneuzeitliche Befunde im Bereich der Evangelisch-Lutherischen Pfarrkirche St. Roswinda in Schornweisach. | D-5-6329-0161 |      |

### Gemarkung Uehlfeld
| Lage                | Objekt | Akten-Nr.     | Bild |
| ------------------- | --- | ------------- | ---- |
| Uehlfeld (Standort) | Grabhügel der Hallstattzeit.                                                                                             | D-5-6330-0048 |      |
| Uehlfeld (Standort) | Mittelalterliche und frühneuzeitliche Funde im Bereich der ehemalige Burg bei Uehlfeld.                                  | D-5-6330-0049 |      |
| Uehlfeld (Standort) | Siedlung vorgeschichtlicher Zeitstellung.                                                                                | D-5-6330-0082 |      |
| Uehlfeld (Standort) | Mittelalterliche und frühneuzeitliche Befunde im Bereich der Evangelisch-Lutherischen Pfarrkirche St. Jakob in Uehlfeld. | D-5-6330-0160 |      |